# Thomas Parits
Thomas Parits, horvátul: Tome Parić (Cinfalva, 1946. október 7. –) válogatott osztrák labdarúgó, csatár, edző.

## Pályafutása

### Klubcsapatban
A burgenlandi ASV Siegendorf csapatában kezdte a labdarúgást. 1964 és 1970 között az Austria Wien, 1970–71-ben a nyugatnémet 1. FC Köln, 1971 és 1974 között az Eintracht Frankfurt, 1974 és 1977 között a spanyol Granada labdarúgója volt. 1977-ben hazatért és ismét az Austria Wien játékosa lett. 1979 és 1981 között a VÖEST Linz csapatában fejezte be az aktív labdarúgást. Az Austria csapatával négy bajnoki címet és egy osztrákkupa-győzelmet nyert. Tagja volt az 1977–78-as idényben KEK-döntős csapatnak. Az Eintracht Frankfurttal egy nyugatnémetkupa-győzelmet ért el.

### A válogatottban
1966 és 1973 között 27 alkalommal szerepelt az osztrák válogatottban és öt gólt szerzett.

### Edzőként
1982–83-ban a burgenlandi SC Neusiedl am See csapatánál kezdte edzői pályafutását. 1984–85-ben, majd 1986–87-ben az Austria Wien vezetőedzője volt. Az 1984–85-ös idényben bajnok címet nyert a csapattal. 1988 és 1990 között a VSE St. Pölten, 1990–91-ben az Admira Wacker szakmai munkáját irányította.

## Sikerei, díjai

### Játékosként
Austria Wien
- Osztrák bajnokság
  - bajnok (4): 1968–69, 1969–70, 1977–78, 1978–79
- Osztrák kupa
  - győztes: 1967
- Kupagyőztesek Európa-kupája (KEK)
  - döntős: 1977–78

 Eintracht Frankfurt
- Nyugatnémet kupa
  - győztes: 1974

### Edzőként
Austria Wien
- Osztrák bajnokság
  - bajnok: 1984–85

 VSE St. Pölten
- Osztrák bajnokság – másodosztály
  - bajnok: 1987–88